# 煉鋼廠

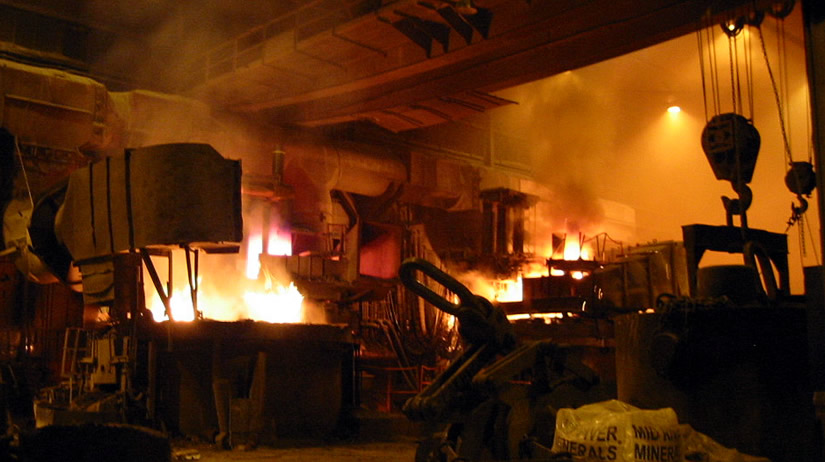
鋼鐵是怎樣煉成的

煉鋼廠，是重工業、第二產業、製造業、資本集中型工業、生財工具、固定資產、工廠類型。煉鋼廠的原材料是鐵礦、煤、炭等，由採礦業供應。
由於煉鋼廠是戰略物資生產，所以炼钢产业在中国是國營企業，但其他大多数国家并非如此。

## 増值過程
由採礦業得來的鐵礦，提取鐵，再加入炭成為不同級數的合金，稱為成品的鋼。
型態方面，鐵礦的石塊用高溫分解，由固態成為流體，由大鐵塊轉化為鋼板等，出廠。

## 相關
- 軋鋼廠

## 外部連線
- 煉鋼廠相集Stahlseite Extensive picture gallery about all methods of making and shaping of iron and steel in North America and Europe. In German and English.